# 串联炸药
串联炸药，或称双重炸药（dual-charge）指的是拥有两次以上起爆的爆炸物或投射物的武器。串联战斗部（Tandem-charge Warhead）指的是使用串联炸药作为投射物战斗部的弹药战斗部种类。

## 反坦克武器中的应用

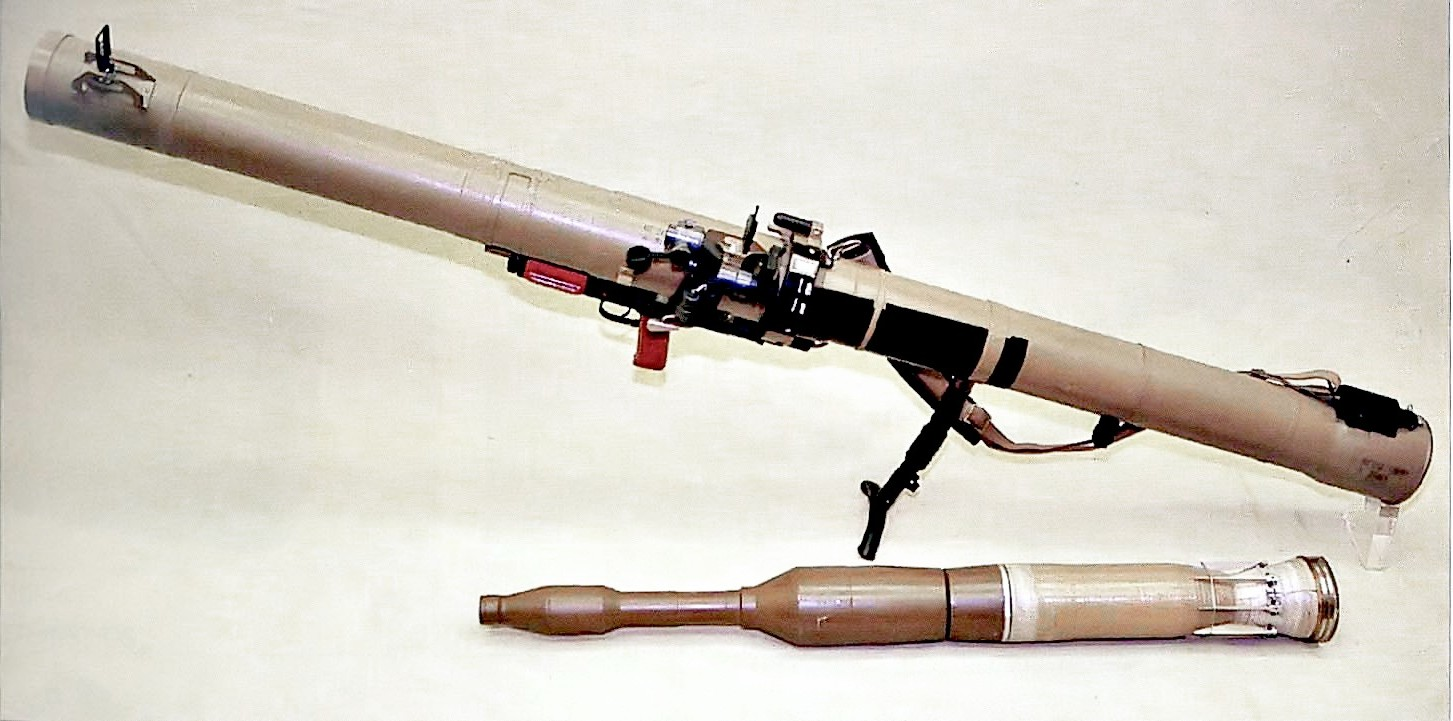
RPG-29及其使用了串联战斗部的PG-29V型火箭推进榴弹

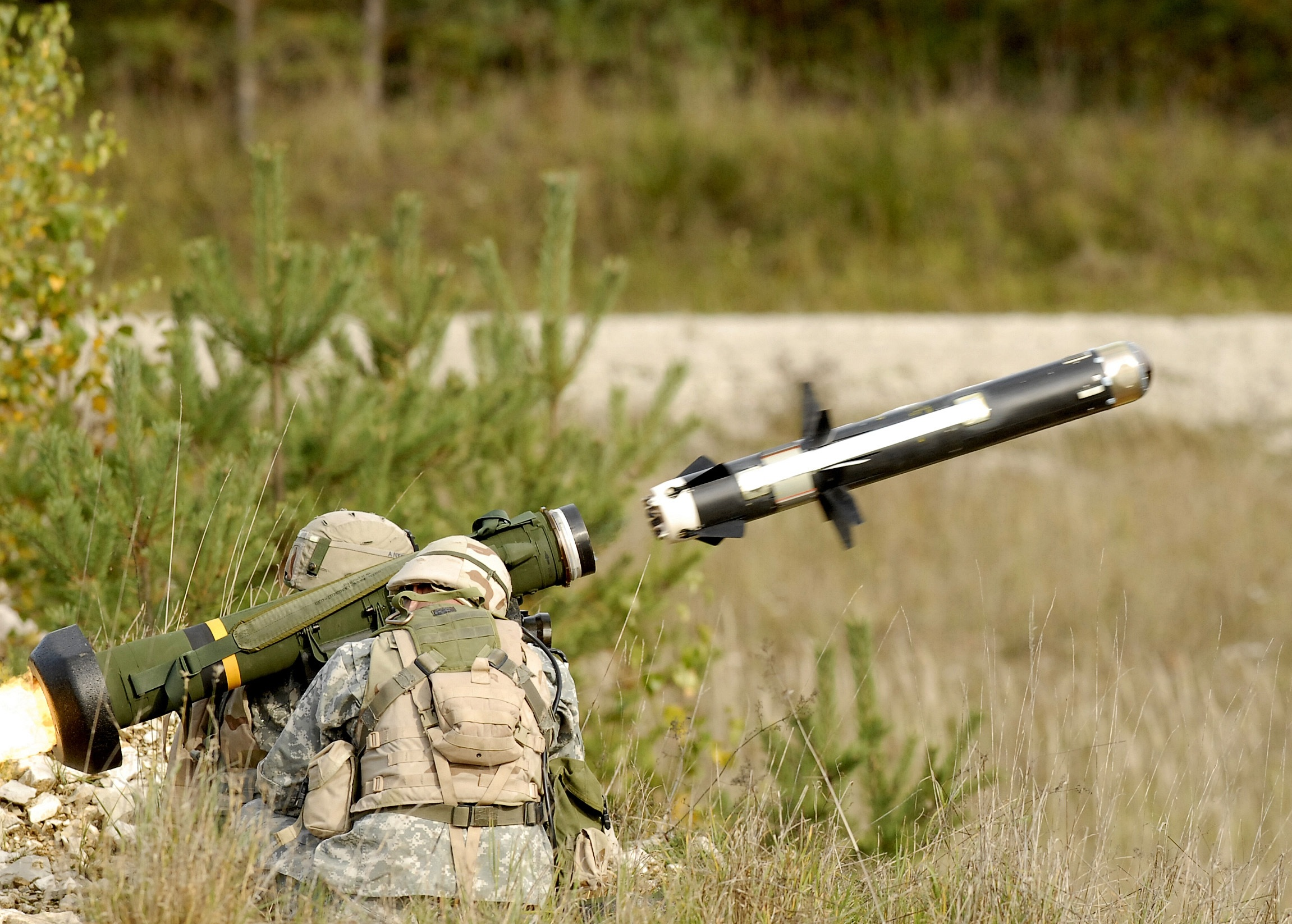
FGM-148 标枪 反坦克导弹使用了串联战斗部

串联炸药是对抗反应装甲的一种有效途径 。使用串联战斗部的反坦克武器在攻击装甲目标时，先通过前部较弱的炸药引爆或炸开反应装甲使其失去效用，为后续主战斗部打开通道。这样一来紧随其后的主战斗部便能从同一位置直接攻击装甲目标。通常情况下在反应装甲被破坏后，目标剩余防护只有常规装甲板，因此弹药击穿目标装甲的概率得以大大提高。
串联战斗部有一定局限性，仅在攻擊配備爆炸反应装甲（ERA，或称主动反应装甲）的目標時才能達成預設效果，攻击非爆炸反應裝甲（NERA）時反而會因為第一级战斗部穿透力不足，無法製造足夠足以透入主战斗部的缺口，而其爆炸反而会对主战斗部的飞行、药罩形状产生不良影响，因而降低整体攻击效果。
在RPG-7发射器采用的PG-7VR火箭推进榴弹和更现代化的 RPG-29采用的PG-29V火箭推进榴弹中均采用了串联战斗部，不过由于在冷战期间西方国家面对的苏军坦克普遍装备了反应装甲，实际上全球都在针对性研发使用串联战斗部的装备。西方国家使用此技术的装备有美军开发的BGM-71拖式飛彈，FGM-148標槍飛彈，英军开发的“硫磺石”空对地导弹和瑞典研发的MBT LAW反坦克飛彈。

## 钻地弹中的应用

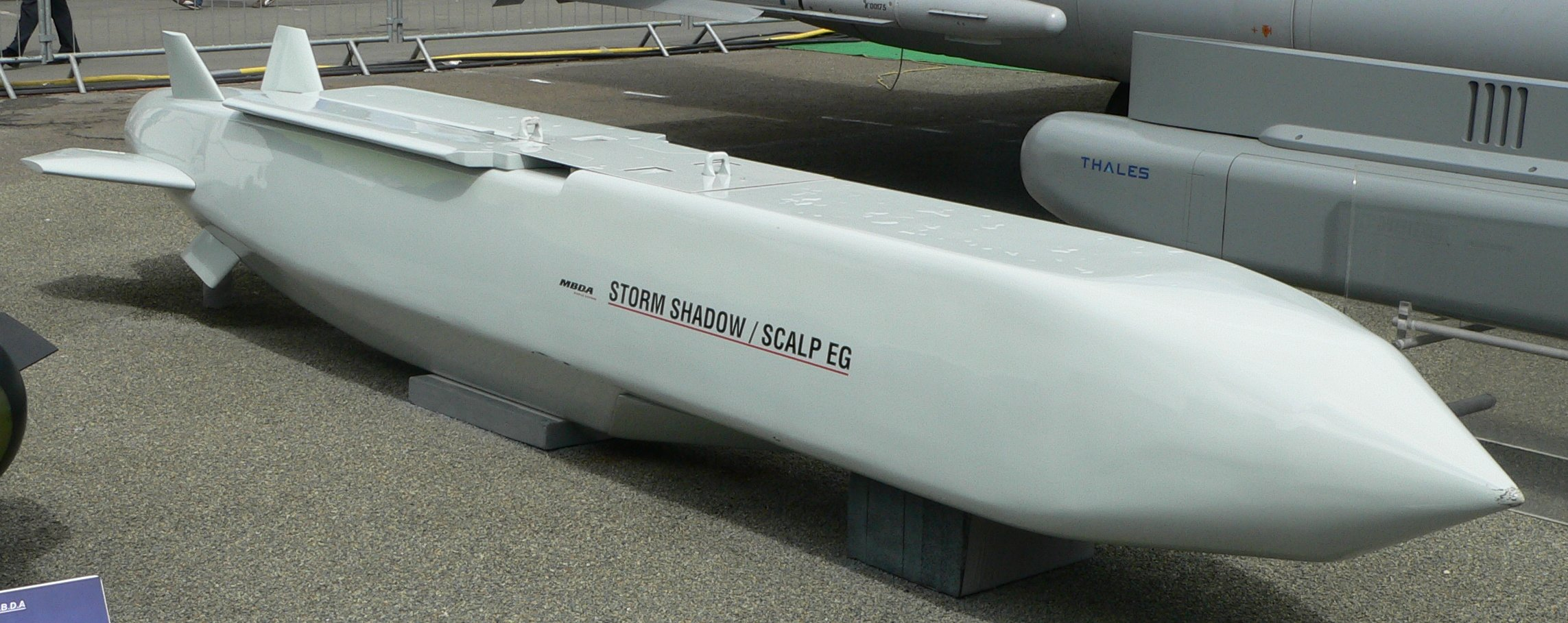
暴风影导弹弹使用串联战斗部穿透硬化结构

使用串联炸药也是一种能够有效提升弹头对各类掩体、建筑物结构的破坏效果。使用单次爆炸的炸药时，爆炸将发生在结构外部，产生的冲击将沿着结构外沿传播，使得大部分爆炸威力逸散到空中，而采用串联式侵彻战斗部后，前一级战斗部将破坏目标的外部，使得后一级能够进入结构内，并在内部爆炸，因而显著增强对结构的破坏力。使用多级串联战斗部亦可显著提升钻地深度。
目前装备的钻地武器大多使用重力方法完成对地侵彻——即使用配重使弹药接近垂直砸向目标并在合适的时机引爆，以完成钻地破坏任务。这种方式要求投弹飞机尽可能接近目标上空，而目标有可能拥有严密的防空火力保护，这将给执行任务的战机及其飞行员带来极大危险。目前此类武器的发展趋势之一便是使用带有串联侵彻战斗部的巡航导弹，在目标防区外投放执行破坏任务。BROACH弹头便是一个实例。